# Rollo normandiai herceg
Rollo, más írásmóddal Rodla, Hrolf, franciául Raoul (Rudolf), megkeresztelkedése után Róbert (Möre, 846 körül – Normandia, 932) Normandia első hercege 911-től 927-ig.
Rollo a norvégiai Möréből származott. Norvégiából I. Harald norvég király száműzte, Rollo pedig 876-ban a Nyugati Frank Királyság (a mai Franciaország) területére ment rablóhadjáratot folytatni. Rouen és Normandia elpusztítása után a királyság nyugati és északi részében sok egyéb települést feldúlt. 885-ben a Párizst ostromló normannok élére állt. 889-ben Odó nyugati frank király békét vásárolt Rollotól.
912-ben Odó utóda, Együgyű Károly Gizella nevű leányát feleségül adta Rollónak, Bretagne és Normandia egy részét pedig hozományul. Rollo cserébe hűségesküt tett és megkeresztelkedett. A keresztségben a Róbert nevet kapta. Hatalmas uralkodónak és törvényhozónak bizonyult hercegségében. A normannokat állandó letelepedésre szorította és szigorú igazságszolgáltatást vezetett be országában. 927-ben lemondott trónjáról. 932-ben hunyt el. Személyét már nagyon korán mondákkal vették körül, amelyek később hatással voltak a világirodalomra.

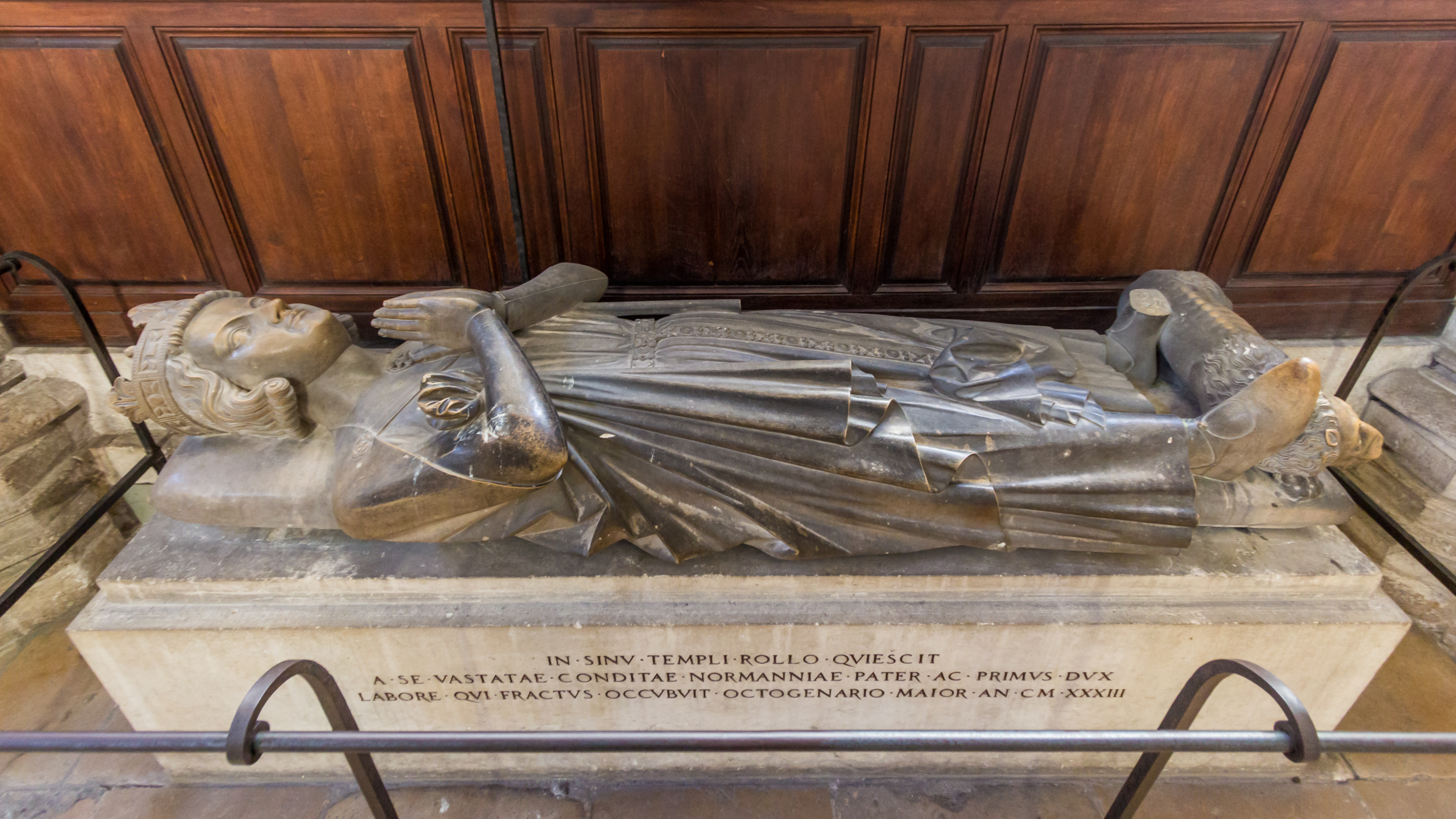
Rollo sírja Rouenban

Normandiát fia, Hosszúkardú Vilmos örökölte.